# 长尾鼩
长尾鼩（学名：Episoriculus caudatus）也称褐腹长尾鼩鼱，为鼩鼱科大長尾鼩屬的动物。在中国大陆，分布于西藏、云南、四川等地，主要栖息于山地森林以及菜园。该物种的模式产地在锡金。

## 亚种
- 长尾鼩指名亚种（学名：Episoriculus caudatus caudatus），Horsfield于1851年命名。在中国大陆，分布于西藏（波密、亚东）、樟木等地。该物种的模式产地在印度大吉岭。[2]
- 长尾鼩四川亚种（学名：Episoriculus caudatus sacratus），Thomas于1911年命名。在中国大陆，分布于四川（西部）等地。该物种的模式产地在四川峨眉山。[3]
- 长尾鼩云南亚种（学名：Episoriculus caudatus umbrinus），G. Allen于1923年命名。在中国大陆，分布于云南（西南部）等地。该物种的模式产地在云南西南部怒江流域。[4]